# Леонвілл (Луїзіана)
Леонвілл (англ. Leonville) — місто (англ. town) в США, в окрузі Сент-Ландрі штату Луїзіана. Населення — 868 осіб (2020).

## Географія
Леонвілл розташований за координатами 30°27′44″ пн. ш. 91°59′0″ зх. д. / 30.46222° пн. ш. 91.98333° зх. д. (30.462091, -91.983359).  За даними Бюро перепису населення США в 2010 році місто мало площу 7,15 км², з яких 7,06 км² — суходіл та 0,09 км² — водойми.

## Демографія
Згідно з переписом 2010 року, у місті мешкали 1084 особи в 393 домогосподарствах у складі 291 родини. Густота населення становила 152 особи/км².  Було 446 помешкань (62/км²).
Расовий склад населення:
| - 58,9 % — білих - 40,8 % — чорних або афроамериканців - 0,1 % — корінних американців |

До двох чи більше рас належало 0,3 %. Частка іспаномовних становила 0,6 % від усіх жителів.
За віковим діапазоном населення розподілялося таким чином: 26,5 % — особи молодші 18 років, 61,9 % — особи у віці 18—64 років, 11,6 % — особи у віці 65 років та старші. Медіана віку мешканця становила 39,2 року. На 100 осіб жіночої статі у місті припадало 95,3 чоловіків;  на 100 жінок у віці від 18 років та старших — 92,5 чоловіків також старших 18 років.
Середній дохід на одне домашнє господарство  становив 44 311 долар США (медіана — 31 053), а середній дохід на одну сім'ю — 49 446 доларів (медіана — 37 935). За межею бідності перебувало 17,3 % осіб, у тому числі 31,5 % дітей у віці до 18 років та 6,3 % осіб у віці 65 років та старших.
Цивільне працевлаштоване населення становило 347 осіб. Основні галузі зайнятості: освіта, охорона здоров'я та соціальна допомога — 21,9 %, роздрібна торгівля — 13,5 %, сільське господарство, лісництво, риболовля — 10,7 %, виробництво — 9,8 %.